# Моста
Моста (мальт. Il-Mosta, англ. Mosta) — город на Мальте. Число жителей в начале XXI в. — 19 000. Находится в центре острова Мальта, к юго-западу от Валлетты. Главной достопримечательностью является местный собор — Ротонда Успения Богородицы, купол которого (37 м в диаметре) является третьим по величине в Европе и девятым в мире. Во время немецкой бомбардировки 9 апреля 1942 года в собор попала бомба, но не взорвалась. В соборе находилось 302 человека. Из них никто не пострадал.

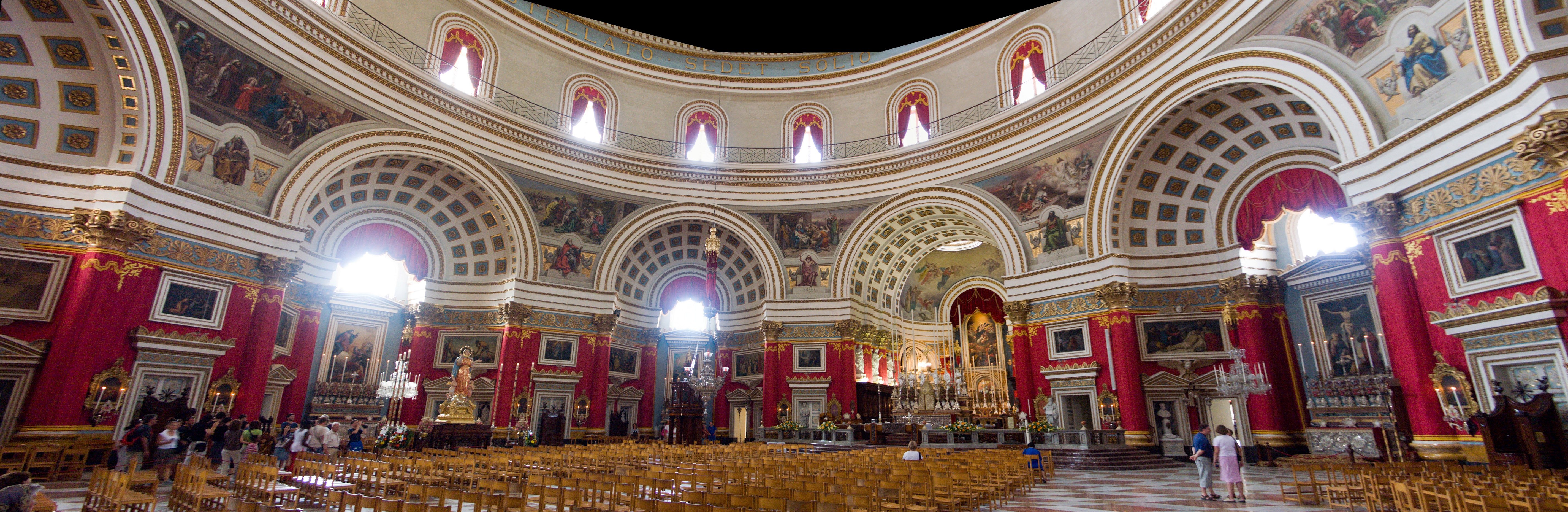
Ротонда Успения Богородицы в Мосте

Ещё одной достопримечательностью является средневековая башня Кумбо.

## Известные уроженцы
Джессика Мускат - мальтийская певица и актриса, совместно с Дженифер Бренинг представили Сан-Марино на Евровидении-2018.

## Галерея изображений

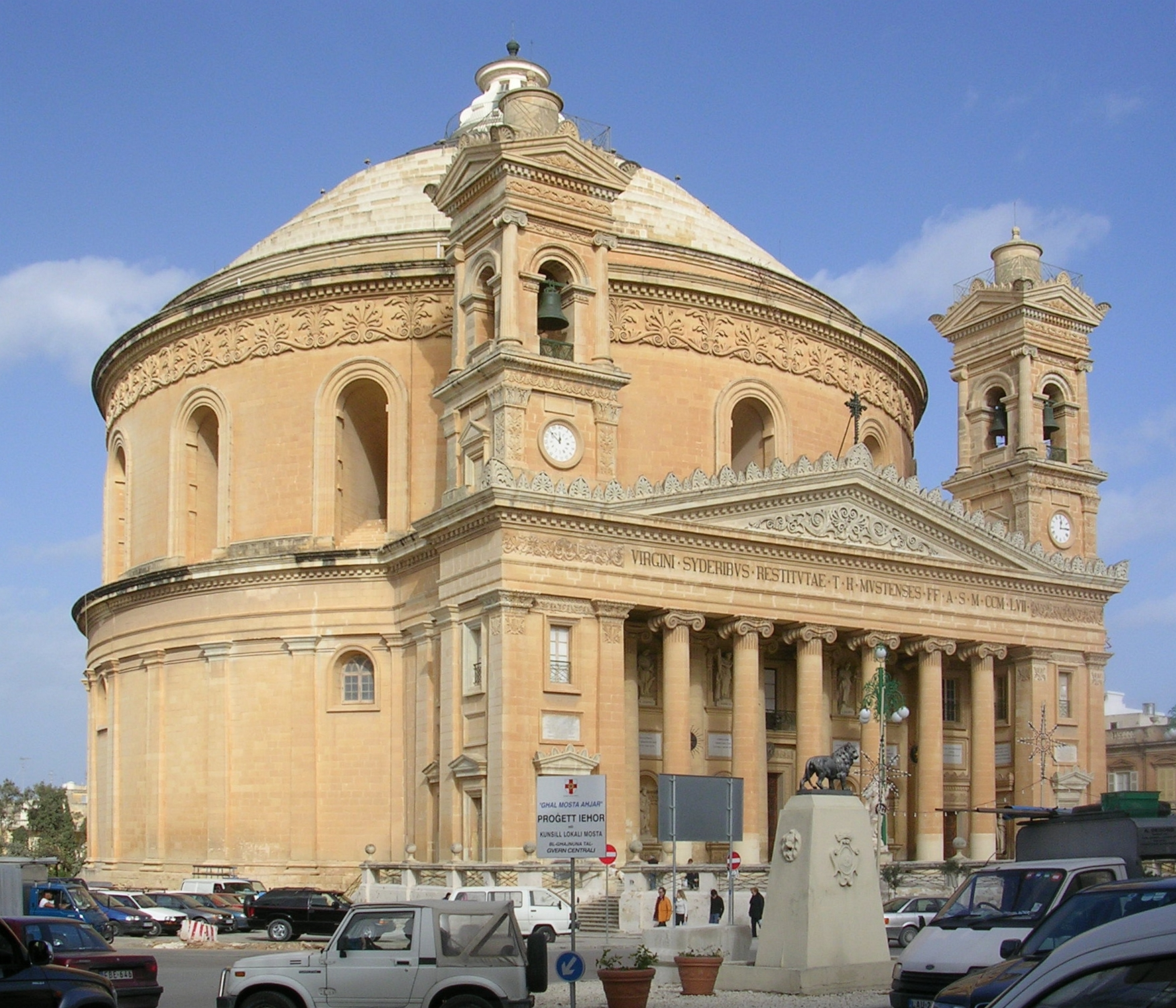
Ротонда Успения Богородицы
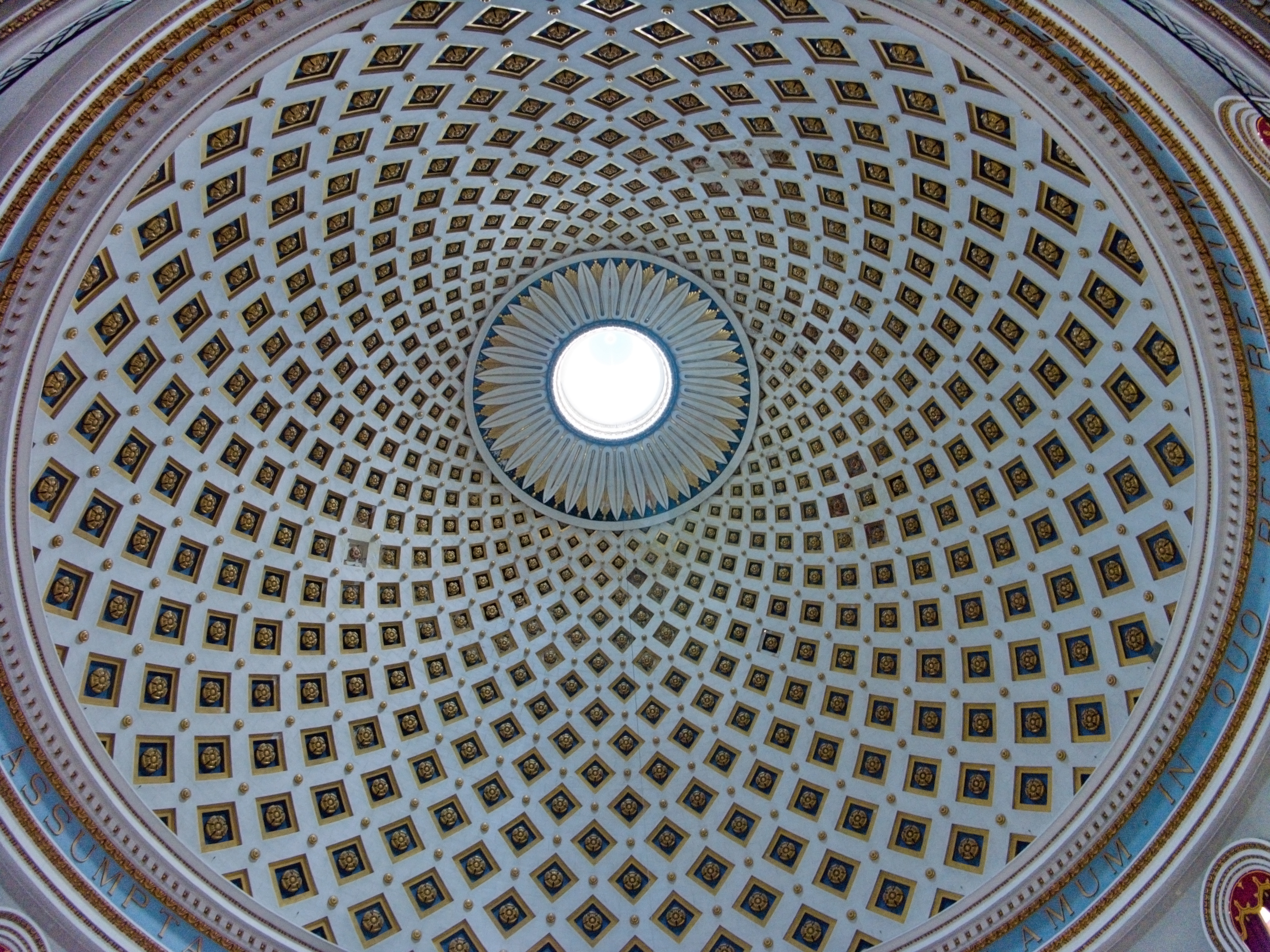
Вид купола изнутри
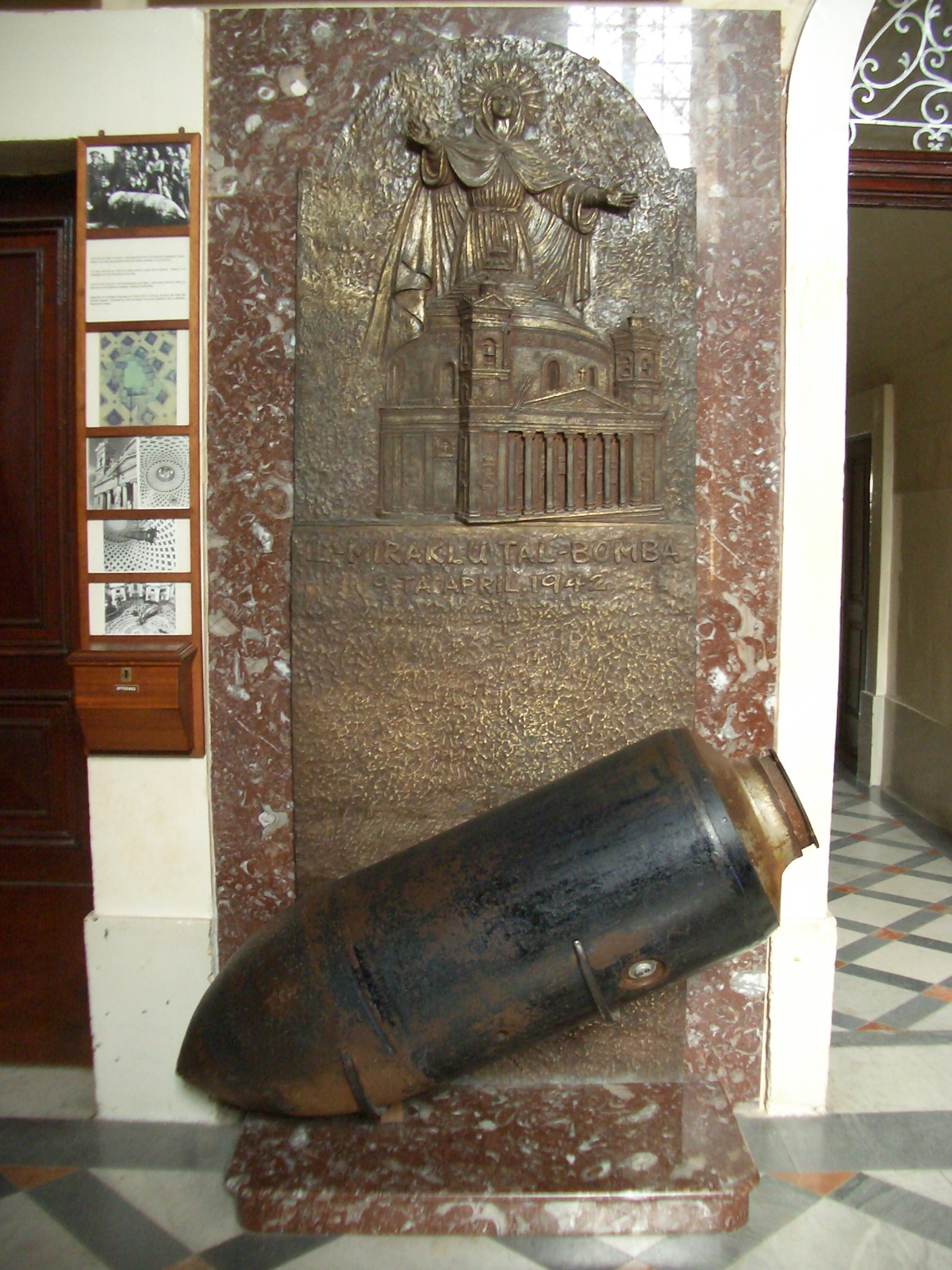
Муляж бомбы, упавшей на собор